# Krinau
Krinau (toponimo tedesco) è una frazione di 254 abitanti del comune svizzero di Wattwil, nel Canton San Gallo (distretto del Toggenburgo).

## Geografia fisica
Krinau è situato nel settore occidentale della valle della Thur, ai margini del Chrüzeggkamm. Secondo dati del 2006, il 57,6% del territorio di Krinau è utilizzato per scopi agricoli, il 39,1% è composto da boschi, il 2,8% è edificato (edifici o strade) e lo 0,6% sono territori non produttivi (fiumi o laghi).

## Storia

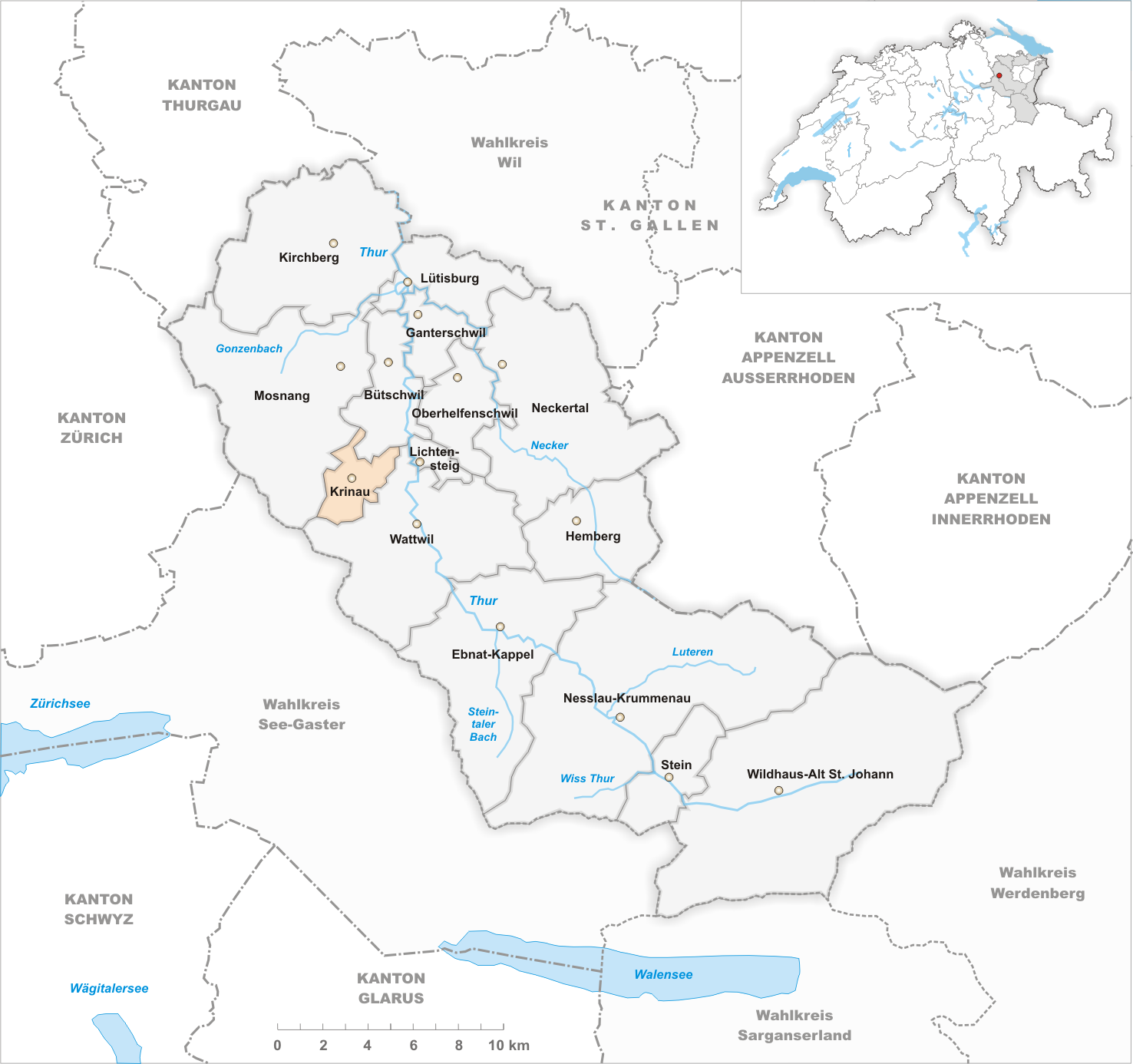
Il territorio del comune di Krinau prima degli accorpamenti comunali del 2013

Krinau viene menzionata per la prima volta nel 1357 col nome di Krinnow. Fino al 31 dicembre 2012 è stato un comune autonomo che si estendeva per 7,23 km²; il 1º gennaio 2013 è stato accorpato al comune di Wattwil.